# Nube de hongo

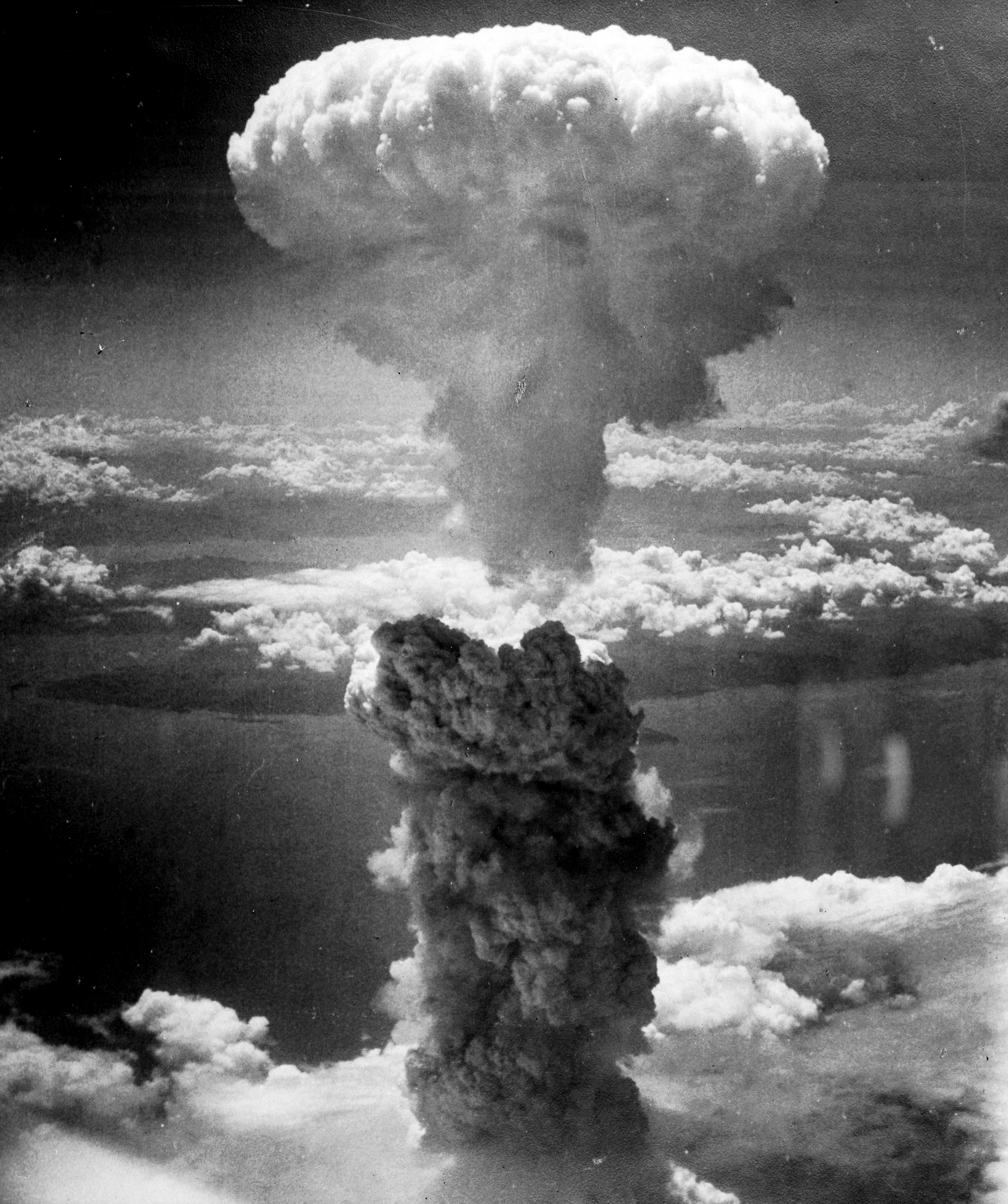
Bomba atómica de Nagasaki, Japón el 9 de agosto de 1945.

Una nube de hongo u hongo nuclear es una nube con forma de hongo de humo, llamas o escombros que se forma a causa de una gran explosión. Se asocian normalmente con las explosiones nucleares, pero las erupciones volcánicas y la colisión de pequeños cuerpos celestes como meteoros o cometas contra la Tierra pueden producir nubes de hongo naturales.
Las nubes de hongo se forman como resultado de la aparición de una gran masa de gases de baja densidad cerca del suelo, creando una inestabilidad de Rayleigh-Taylor. La masa de gases se eleva rápidamente, lo que resulta en vórtices turbulentos girando hacia abajo sobre sus ejes y succionando una columna de humo y escombros en el centro formando su "tallo". La masa gaseosa acaba alcanzando una altura en la que es más densa que el aire circundante y se dispersa. Los escombros, por tanto son succionados del suelo, dispersados y elevados hasta grandes alturas, desde donde caen.
Las mayores nubes de hongo jamás fotografiadas fueron consecuencia del impacto de fragmentos del cometa Shoemaker-Levy 9 sobre el planeta Júpiter, algunas de las cuales se elevaron cientos de kilómetros sobre las capas nubosas.

## Nombre

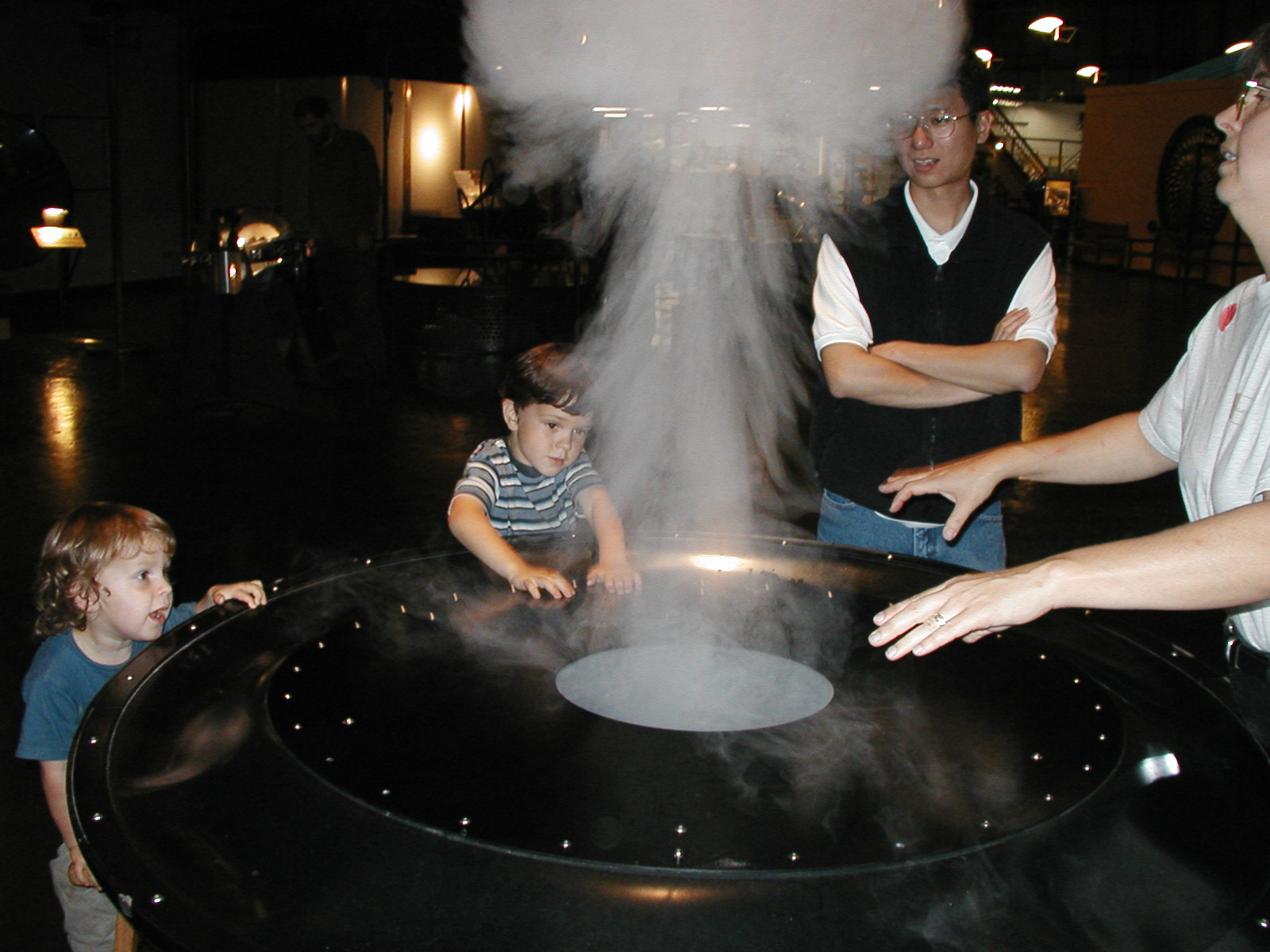
Un gran fuelle crea una nube de hongo en el Exploratorium de San Francisco, California.

Aunque el término nube de hongo parece haber sido acuñado a principios de la década de 1950, las nubes de hongo generadas por explosiones habían sido descritas antes de la era atómica. Por ejemplo, The Times publicó un reportaje el 1 de octubre de 1937 sobre un ataque japonés en Shanghái que generó "un gran hongo de humo". Durante la Segunda Guerra Mundial se hicieron relativamente comunes las descripciones de nubes de hongo.
Las descripciones originales de las pruebas nucleares de la Prueba Trinity contenían muchas asociaciones diferentes con la nube que se formó tras la explosión, incluyendo una "nube emergente multicolor", una "columna gigante", una "columna con forma de chimenea", una "columna con forma de cúpula", el "parasol", el "gran embudo", "geyser" e incluso "una frambuesa". Enrico Fermi describió la explosión como «un enorme pilar de humo con una cabeza expandida como un hongo gigantesco».

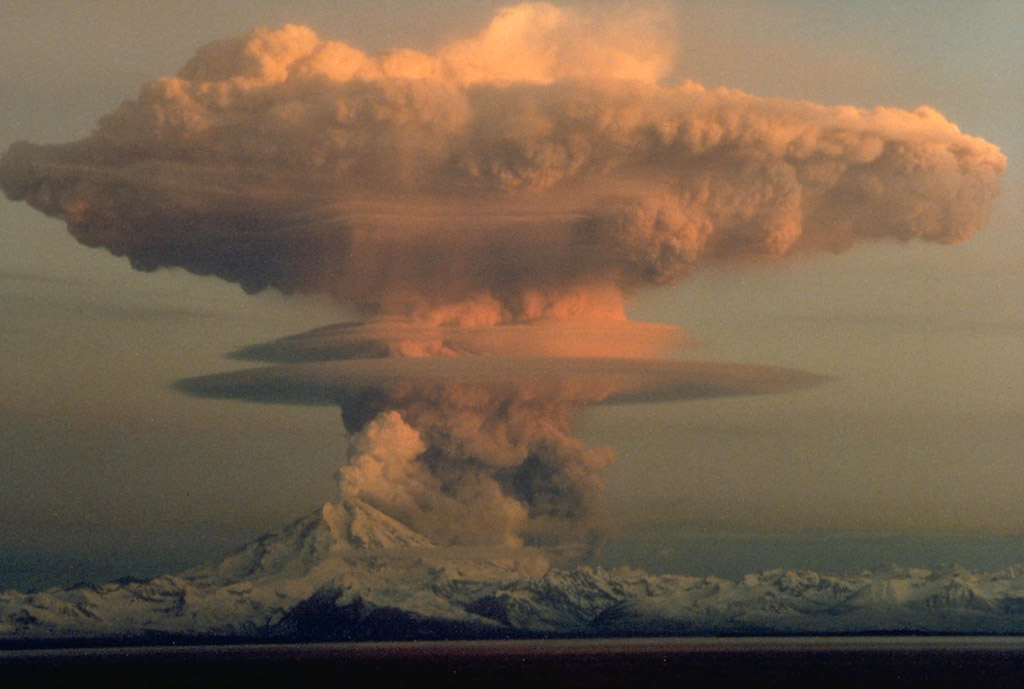
Nube ascendiendo desde el Monte Redoubt en una erupción de 1989. La nube de hongo se formó a partir de avalanchas de flujos piroclásticos que se precipitaban en cascada por la cara norte del volcán.

La explosión de la bomba atómica que destruyó Nagasaki fue descrita en The Times del 13 de agosto de 1945 como un "enorme hongo de humo y polvo". El 9 de septiembre de 1945 el New York Times publicó un testimonio ocular del bombardeo de Nagasaki, escrito por William L. Laurence, el corresponsal oficial del Proyecto Manhattan, que acompañaba a uno de los tres aviones que realizaron el bombardeo. Escribió que la bomba produjo un "pilar de fuego púrpura" del que surgió "un hongo gigante que incrementó la altura del pilar hasta una altura de 45 000 pies (13 716 m)" (un fenómeno similar puede observarse en la fotografía de la nube de la bomba de Nagasaki mostrada anteriormente).
En 1946, la Operación Crossroads realizó pruebas nucleares en las que se describieron bombas de "coliflor", pero un periodista allí presente también habló de "el hongo, el símbolo común de la era atómica". Los hongos se han asociado tradicionalmente con la vida y la muerte, la comida y el envenenamiento, convirtiéndoles en un símbolo más poderoso que la nube de "coliflor".

## Física

Representación de una nube de hongo.

Interior de una nube de hongo: el aire fresco es succionado dentro del toroide en llamas, que se enfría y produce su apariencia familiar.

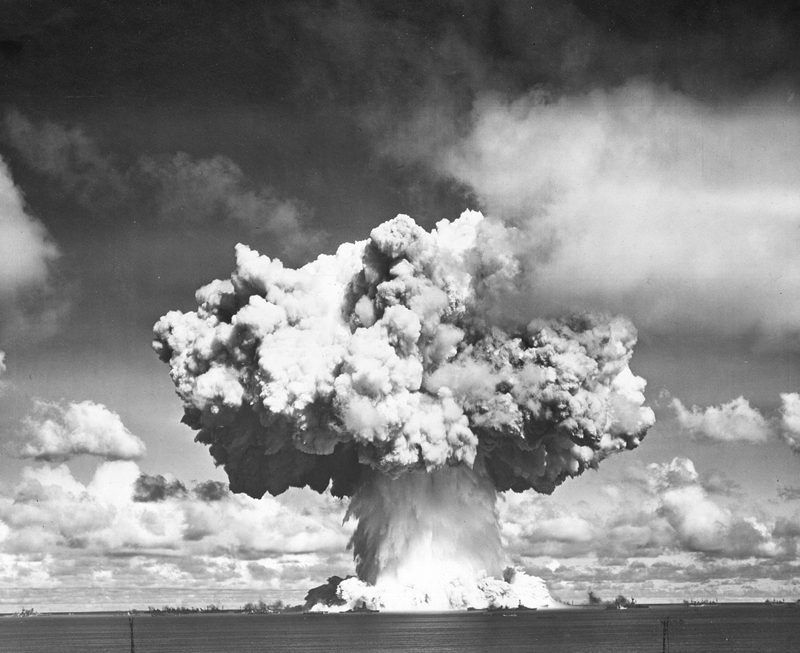
Nube de hongo de Baker.

Las nubes de hongo se forman en muchos tipos diferentes de explosiones, aunque se las asocie sobre todo con las detonaciones nucleares. Las nubes de hongo resultado de las armas nucleares se detonan normalmente sobre el suelo (no en el impacto, pues harían un enorme agujero en el suelo) para buscar el máximo efecto. Tras la detonación, la bola de fuego se eleva en el aire, regida por los mismos principios que los globos aerostáticos
Mientras se eleva, el aire va penetrando en dirección ascendente, produciendo unas fuertes corrientes de aire, mientras que dentro de la cabeza de la nube los gases rotan en un toroide. Cuando la detonación es suficientemente baja las corrientes de aire succionan también polvo y escombros del suelo, formando el tallo de la nube de hongo.
Las detonaciones producidas sobre el suelo no crean nubes de hongo. Las cabezas de las nubes consisten en partículas altamente radiactivas y otros productos de la fisión, y normalmente son dispersadas por el viento, aunque algunas condiciones climáticas (especialmente la lluvia) pueden producir contaminación nuclear.
Las detonaciones bajo el suelo o bajo el agua no producen nubes de hongo, pues la explosión vaporiza enormes cantidades de tierra y agua.
Las nubes de hongo a menudo están acompañadas de nubes de vapor efímeras, creadas por la onda expansiva, causando una caída súbita en la temperatura del aire circundante, haciendo que el vapor de agua del aire se condense alrededor de la explosión.
Secuencia de formación de una nube de hongo: